# Trumpets (Sak Noel e Salvi)
Trumpets è un singolo del disc jockey spagnolo Sak Noel e del disc jockey spagnolo Salvi in collaborazione del rapper giamaicano Sean Paul, pubblicato il 25 aprile 2016.

## Tracce
Testi e musiche di Isaac Mahmood, Salvi Vilà Carreras, Sean Paul Henriques
Download digitale, streaming
1. Trumpets – 3:26

Download digitale - The remixes
1. Trumpets (3Ball MTY Remix) – 3:02
2. Trumpets (Alexander Som & Les Castizos Remix) – 4:55
3. Trumpets (Boxinbox & Lionsize Remix – 3:33
4. Trumpets (Delirious & Alex K Remix) – 4:03
5. Trumpets (El Freaky Remix) – 3:35
6. Trumpets (Luca Testa Remix) – 2:39
7. Trumpets (Shintaro Remix) – 3:26
8. Trumpets (Undersound Remix) – 3:42
9. Trumpets (Victor Magan Remix) – 4:29

## Classifiche

### Classifiche settimanali
| Classifica (2016) | Posizione massima |
| ----------------- | ----------------- |
| Belgio (Fiandre)  | 40                |
| Belgio (Vallonia) | 43                |
| Francia           | 89                |
| Libano            | 3                 |
| Paesi Bassi       | 22                |

### Classifiche di fine anno
| Classifica (2016) | Posizione |
| ----------------- | --------- |
| Paesi Bassi       | 92        |